# Get Started
Get Started är David Lindgrens debutalbum, 2012. Albumet innehåller 10 spår.

## Låtlista
1. Rendezvous
2. Hey - feat. Khoen
3. Shout it Out
4. Save Me Now
5. Perfect Crime
6. Get Started - feat. Lazee & Nawuel
7. Best Part
8. On the Dancefloor
9. Encore
10. Shout it Out - Akustisk version

## Listplaceringar
| Lista (2012) | Topplacering |
| ------------ | ------------ |
| Sverige      | 1            |

### Fotnoter
1. ↑  ”Get Started”. Hitparad. http://hitparad.se/showitem.asp?interpret=David+Lindgren&titel=Get+Started&cat=a. Läst 16 november 2012.